# Sant Paulian
Sant Paulian (en francès Saint-Paulien) és un municipi francès situat al departament de l'Alt Loira i a la regió d'Alvèrnia-Roine-Alps. L'any 2007 tenia 2.254 habitants.

## Demografia

### Població
El 2007 la població de fet de Saint-Paulien era de 2.254 persones. Hi havia 907 famílies de les quals 274 eren unipersonals (135 homes vivint sols i 139 dones vivint soles), 288 parelles sense fills, 300 parelles amb fills i 45 famílies monoparentals amb fills.
La població ha evolucionat segons el següent gràfic:
Habitants censats

### Habitatges
El 2007 hi havia 1.182 habitatges, 916 eren l'habitatge principal de la família, 128 eren segones residències i 139 estaven desocupats. 983 eren cases i 198 eren apartaments. Dels 916 habitatges principals, 665 estaven ocupats pels seus propietaris, 236 estaven llogats i ocupats pels llogaters i 15 estaven cedits a títol gratuït; 10 tenien una cambra, 51 en tenien dues, 124 en tenien tres, 294 en tenien quatre i 436 en tenien cinc o més. 659 habitatges disposaven pel capbaix d'una plaça de pàrquing. A 367 habitatges hi havia un automòbil i a 430 n'hi havia dos o més.

### Piràmide de població
La piràmide de població per edats i sexe el 2009 era:
| Homes | Edats   | Dones |
| ----- | ------- | ----- |
| 0     | 95 o +  | 12    |
| 12    | 90 a 94 | 12    |
| 8     | 85 a 89 | 20    |
| 20    | 80 a 84 | 28    |
| 32    | 75 a 79 | 56    |
| 48    | 70 a 74 | 72    |
| 40    | 65 a 69 | 48    |
| 64    | 60 a 64 | 60    |
| 52    | 55 a 59 | 44    |
| 64    | 50 a 54 | 84    |
| 104   | 45 a 49 | 76    |
| 48    | 40 a 44 | 56    |
| 72    | 35 a 39 | 52    |
| 52    | 30 a 34 | 48    |
| 68    | 25 a 29 | 76    |
| 16    | 20 a 24 | 36    |
| 80    | 15 a 19 | 52    |
| 52    | 10 a 14 | 52    |
| 60    | 5 a 9   | 56    |
| 44    | 0 a 4   | 36    |

## Economia
El 2007 la població en edat de treballar era de 1.391 persones, 996 eren actives i 395 eren inactives. De les 996 persones actives 918 estaven ocupades (502 homes i 416 dones) i 79 estaven aturades (32 homes i 47 dones). De les 395 persones inactives 158 estaven jubilades, 103 estaven estudiant i 134 estaven classificades com a «altres inactius».

### Ingressos
El 2009 a Saint-Paulien hi havia 971 unitats fiscals que integraven 2.294,5 persones, la mediana anual d'ingressos fiscals per persona era de 16.274 €.

### Activitats econòmiques
Dels 159 establiments que hi havia el 2007, 10 eren d'empreses extractives, 5 d'empreses alimentàries, 1 d'una empresa de fabricació d'elements pel transport, 10 d'empreses de fabricació d'altres productes industrials, 29 d'empreses de construcció, 26 d'empreses de comerç i reparació d'automòbils, 5 d'empreses de transport, 9 d'empreses d'hostatgeria i restauració, 1 d'una empresa d'informació i comunicació, 9 d'empreses financeres, 4 d'empreses immobiliàries, 12 d'empreses de serveis, 26 d'entitats de l'administració pública i 12 d'empreses classificades com a «altres activitats de serveis».
Dels 51 establiments de servei als particulars que hi havia el 2009, 1 era una oficina d'administració d'Hisenda pública, 1 gendarmeria, 1 oficina de correu, 3 oficines bancàries, 1 funerària, 6 tallers de reparació d'automòbils i de material agrícola, 2 tallers d'inspecció tècnica de vehicles, 1 autoescola, 4 paletes, 4 guixaires pintors, 10 fusteries, 1 lampisteria, 2 electricistes, 2 empreses de construcció, 6 perruqueries, 1 veterinari, 3 restaurants, 1 agència immobiliària i 1 saló de bellesa.
Dels 11 establiments comercials que hi havia el 2009, 1 era un supermercat, 1 una botiga de menys de 120 m², 4 fleques, 2 carnisseries, 1 una botiga de congelats, 1 una llibreria i 1 una floristeria.
L'any 2000 a Saint-Paulien hi havia 79 explotacions agrícoles que ocupaven un total de 2.700 hectàrees.

## Equipaments sanitaris i escolars
El 2009 hi havia 1 farmàcia i 1 ambulància.
El 2009 hi havia 2 escoles elementals.

## Poblacions més properes
El següent diagrama mostra les poblacions més properes.